# Carl Ernst Bock
Carl Ernst Bock (Lipsia, 21 febbraio 1809 – Wiesbaden, 19 febbraio 1874) è stato un medico e anatomista tedesco.

## Biografia
Nato a Lipsia, ha studiato presso l'Università di Lipsia, dove si laureato nel 1831. Durante la Rivolta di Novembre in Polonia, ha lavorato come medico ospedaliero, sia per le armate polacche che sia per l'armate russe. Al ritorno a Lipsia nel 1832 divenne docente privato, e nel 1837 è stato nominato a direttore dell'autopsia dell'ospedale di Lipsia. Nel 1839 è stato nominato professore straordinario di anatomia patologica, e nel 1850 divenne capo del dipartimento di clinica dell'università.
In aggiunta ai suoi scritti riguardanti le questioni anatomiche e chirurgiche, nei suoi ultimi anni Bock, ha scritto numerosi saggi e libri sulla salute pubblica. Queste opere sono state scritte in un linguaggio chiaro e stridente e rivolte a un pubblico popolare, più o meno nello stile di Die Gartenlaube di Ernst Keil.

## Opere principali
- Handbuch der Anatomie des Menschen, mit Berücksichtigung der Physiologie und chirurgischen Anatomie, 1838
- Anatomisches Taschenbuch, 1839
- Handatlas der Anatomie des Menschen, 1843
- Lehrbuch der pathologischen Anatomie und Diagnostik, 1848
- Atlas der pathologischen Anatomie, 1855
- Buch vom gesunden und kranken Menschen, 1855
- Volksgesundheitslehrer, 1865
- Bau, Leben und Pflege des menschlichen Körpers, 1868